# Смешанное обучение
Смешанное обучение — образовательный подход, который совмещает обучение с участием учителя (лицом к лицу) и онлайн-обучение. Смешанное обучение предполагает элементы самостоятельного контроля учеником образовательного маршрута, времени, места и темпа обучения, а также интеграцию опыта обучения с учителем и онлайн.

## Основные идеи и факторы успеха в смешанном обучении
В процессе смешанного обучения одинаково важны и онлайн обучение, и обучение с участием учителя.
Онлайн-среда предоставляет учащимся возможность самим контролировать темп, время, место и путь обучения. Это помогает развивать навыки планирования, самоконтроль и саморегуляцию, а также дает свободу. Обучение с участием учителя - важная часть смешанного обучения. Роль учителя меняется в зависимости от потребностей учеников. Ученикам младших классов необходимо практически постоянное присутствие учителя в классе. Учитель демонстрирует модели поведения и мышления, способы построения взаимоотношений. Подросткам, студентам и взрослым нужен скорее тьютор, советчик, специалист.
Интеграция опыта обучения онлайн и с учителем представляет собой активный формы работы на уроке. Такие активности должны быть ориентированными на практику. Наиболее удобный формат их проведения - в малых группах (работа над проектами, настольные игры и другое). Также возможна коллективная и индивидуальная работа над проектами.
Институт Клейтона Кристенсена выделяет следующие факторы успеха смешанного обучения:
1. Персонализация
2. Обучение, основанное на мастерстве
3. Среда высоких ожиданий
4. Личная ответственность

Также важными факторами являются: проектная работа, ориентированная на реальную жизнь и использование различных форм группового взаимодействия.

## Модели смешанного обучения
Существует более 40 моделей смешанного обучения, но не все они одинаково эффективны.

### Перевёрнутый класс
Самая простая для реализации модель. Она позволяет минимизировать фронтальную работу (учитель объясняет, дети слушают) и позволяет реализовать интерактивные формы работы на уроке.
Учащиеся работают дома в учебной онлайн-среде, пользуясь собственными электронными устройствами, подключенными к интернету: знакомятся с материалом или повторяют изученный. В классе происходит закрепление материала и работа с ним, которая может проходить в виде проектной деятельности, семинара или в других интерактивных формах. Эта модель смешанного обучения может применяться в школе для учеников начиная с 3-5 класса.

### Ротация станций
Наиболее эффективная модель смешанного обучения в начальной и средней школе. Требует наличия компьютеров или планшетов в классе и использования систем управления обучением (например, Moodle).
Все учащие делятся на группы по видам учебной деятельности: работа с учителем, онлайн-обучение и проектная работа. Каждая группа работает в отдельной части класса - станции. Станции имеют разные цели: работа с учителем - получение обратной связи от учителя; онлайн-обучение - развитие навыков самостоятельной работы, личной ответственности, саморегуляции, умения учиться; проектная работа - применение знаний в решении практических задач, развитие коммуникативных навыков и получение обратной связи от одноклассников.
В течение урока ученики переходят от станции к станции так, чтобы побывать на каждой из них. Состав групп меняется из урока в урок в зависимости от педагогической задачи.
Вместо трёх станций можно организовать две: работа с учителем и онлайн-работа; или четыре: работа с учителем, онлайн-работа, работа над коллективным проектом и индивидуальная самостоятельная работа.

### Ротация лабораторий
Модель смешанного обучения "Ротация лабораторий" предполагает, что часть занятий у учащихся проходит в обычном классе, а на один урок они перемещаются в компьютерный класс (лабораторию), где индивидуально работают в онлайн-среде. В онлайн-среде учащиеся могут изучать новый материал, закреплять пройденный, тренировать различные навыки а также работать над собственным проектом. Если данная модель реализуется в школе, то наиболее эффективным обучение становится, когда учителя создают для детей общую по нескольким предметам онлайн-пространство. Эта модель смешанного обучения подходит для школьников любого возраста при условии, что онлайн-среда адекватна их возрасту. Примеры онлайн-сред для школьников: платформа "Открытая школа" и Академия Хана.

### Гибкая модель
Основа гибкой модели смешанного обучения в том, что ученики не ограничены по времени тем или иным видом учебной деятельности. Учащиеся самостоятельно составляют график работы, выбирают тему и темп, в котором они будут изучать материал. В этой модели по большей части используется онлайн-среда. Учитель работает с небольшими группами или индивидуально с учениками, которым нужна помощь.
Эту модель наиболее эффективна для обучения школьников старших классов, студентов и взрослых, так как требует развитого навыка самоорганизации.

## Преимущества и недостатки смешанного обучения
Смешанное обучение сочетает в себе достоинства дистанционного и традиционного методов обучения и имеет множество преимуществ:
1. Обучение лицом к лицу дает возможность взаимодействия учащихся и преподавателя, а также учащихся между собой. В процессе совместной учёбы создается благоприятная образовательная среда, настрой на достижение результата, мотивация к учёбе. Участники процесса обучения мгновенно получают обратную связь, обсуждают материал, задают вопросы.
2. Совместное обучение и взаимодействие студентов не только увеличивает когнитивные способности, но и развивает эмоциональный интеллект учащихся.
3. С точки зрения онлайн-обучения, смешанная модель предоставляет большую свободу для учащихся: они могут сами выбирать материал, темп, время и место обучения.
4. Преподаватель обладает большей свободой в представления учебных материалов, контроле и оценивании. Сокращается время на проверку успеваемости, за счёт того, что тестирования можно выполнять онлайн[4].

Одним из препятствий внедрения смешанного обучения может быть низкий уровень владения информационно-коммуникационными технологиями (ИКТ) у обучающихся и преподавателей. Кроме того, разный уровень владения ИКТ может затруднить процесс групповой работы.
Другой сложностью может оказаться техническое обеспечение места, где проходит обучение.
Кроме того, смешанное обучение требует постоянной технической поддержки и определенных затрат на создание видеоматериалов, обучающих программ и тестирующих модулей.